# سيتيمو سان بيترو
سيتيمو سان بيترو ، (بالإنجليزية: Settimo San Pietro)‏، (بلدية) في مدينة كالياري في المنطقة الإيطالية ساردينيا، وتقع على بعد حوالي 9 كيلومترات (6 ميل) شمال شرق كالياري.

## السكان
في سنة 1861 بلغ عدد السكان 1٬801 نسمة، وتطور العدد ليصل في سنة 2011 لـ 6٬532 نسمة.
يظهر هذا المخطط البياني تطور النمو السكاني لـ سيتيمو سان بيترو